# Janoš Kardoš
Janoš Kardoš (madž. Kardos János), slovenski evangeličanski duhovnik, pisatelj in prevajalec, * 13. februar 1801, Noršinci; † 12. avgust 1873, Hodoš.

## Življenje
Kardoš se je rodil v Železni županiji na Ogrskem. Njegov oče je bil Jurij Kardoš, mati pa Magdalena Kerčmar (roj. ok. 1766, u. 1846), ki je bila plemiškega rodu . V madžarsko gimnazijo je hodil v Sopronu. Študiral je na Dunaju. Za duhovnika je bil posvečen leta 1830. V Hodošu (Őrihodos) je bil dušni pastir od leta 1835 do 1873.
V prekmurščino je prevedel Vörösmartyova Slovenska Razglasa, pesmi Jánosa Aranya in Sándorja Petőfija. Od Svetega pisma je prevedel pet Mojzesovih knjig (Peteroknjižje) in Jozuetovo knjigo.
V času pomladi narodov 1848-49 so prekmurski katoliški duhovniki in njihovi verniki podpirali katoliške Habsburžane, evangeličani pa Madžare. Kardoš je videl zagotovilo za obstoj evangeličanske manjšine znotraj katoliške slovenske večine v podpiranju težnje madžarizacije v času dualizma. Tedaj je prevladovala teorija, da živijo med Muro in Rabo „Vendi” ali „Vendski Slovenci”, ki govorijo „stari slovani” jezik, ki ni enak z jezikom kranjskih Slovencev. Evangeličanski duhovniki in verniki, ki so bili Kardoševi privrženci, so bili ob koncu 19. stoletja prepričani, da svojo evangeličansko vero lahko obdržijo le, če na zahtevo Madžarov postanejo „Vendi”, „Vendski Slovenci”, ali se asimilirajo.
Teorija o tem, da ogrski Slovenci (Vendi) niso Slovenci, je nastala v boju za evangeličansko vero in v boju za predtrianonske meje. Tako imenovano „vendsko vprašanje” torej ni znanstveno, temveč politično.
Kljub temu je Kardoš pomemben za ohranitev slovenskega (prekmurskega) jezika in narodne zavesti ogrskih Slovencev. Leta 1868 je v prekmurščino prevedel madžarski učbenik za prekmurske šole.

## Delo
- D. Luther Martina máli kátekismus ali glavni návuk szvéte vere krsztsanszke (1837)
- Krátki návuk krsztsansztva (1837)
- Mála historia bibliszka ali Sz. Píszma Mêsta prígodna (1840)
- Krsztsanszke czerkevne peszmi (1848)
- Krsztsanszke mrtvecsne peszmi (1848)
- Mrtvecsne nôve molitvi (rokopis, 1850)
- Pobo'zne molítvi za poszebno csészt bo'zo (1853?)
- Krsztsanszke mrtvecsne peszmi (1855)
- ABC ali Návuk na píszajôcs-cstenyé za szlovenszke vucsevnice vödáni (1867)
- D. Luther Martina máli kátekismus ali glavni návuk szvéte vere krsztsanszke (1875)
- Krsztsanszke czerkevne peszmi (1875)
- D. Luther Martina Máli kátekismus ali Glávni návuk szvéte vere krsztsanszke (1902)
- Krsztsanszke czerkevne peszmi (1908)
- Toldi: versusko pripovedávanje (1921)
- Moses i Josua (1929)
- Krsztsanszke mrtvecsne peszmi (1929)
- Evangeliomszke vere ino cérkvi obcsinszki prigodi (1932)